# Kilmeny
Kilmeny, schottisch-gälisch: Cill Mheinidh, ist eine Ortschaft im Osten der schottischen Hebrideninsel Islay. Sie gehört administrativ somit zur Council Area Argyll and Bute. Die Ortschaft ist nicht zu verwechseln mit Kilmany in der Council Area Fife.

## Beschreibung
Kilmeny liegt direkt an der A846 auf ihrem Weg von Port Askaig nach Bridgend. Port Askaig befindet sich etwa fünf Kilometer in östlicher Richtung, Bowmore, der Hauptort der Insel, neun Kilometer südwestlich. Die nächstgelegene Ortschaft ist das einen Kilometer entfernte Ballygrant. Durch Kilmeny führt ein kleiner Bach, der westlich in den Ballygrant Burn mündet und somit schließlich über den Sorn in die Laggan Bay entwässert. Im Jahre 1841 wurden in Kilmeny 111 Einwohner gezählt. Zehn Jahre später war die Einwohnerzahl auf 132 gestiegen. In aktuellen Zensusdaten ist Kilmeny nicht separat gelistet. Die Ortschaft gliedert sich in die Teile Kilmeny im Norden und Upper Kilmeny im Süden. In der Vergangenheit wurde in Kilmeny wie auch in vielen Orten in der Umgebung Blei, jedoch auch Silber abgebaut.
Kilmeny war Hauptort des Parish Kilmeny, der den Nordosten der Insel ausfüllte. In Kilmeny befinden sich die Ruinen der ehemaligen Hauptkirche des Parish. Dieser Bau wurde 1549 erstmals erwähnt und war möglicherweise der Heiligen Eithne, der Mutter des Heiligen Columban geweiht. Er ist wahrscheinlich der Namensgeber von Kilmeny und leitet sich von dem gälischen Cill a’ Mhanaich (Friedhof des Mönches) ab. Im Jahre 1829 wurde die neue Kilmeny Parish Church errichtet. Nach der Herauslösung des Parish Kilmeny aus dem Parish Kilarrow and Kilmeny im Jahre 1849 wurde das Gebäude zur Hauptkirche des Parish Kilmeny. Dort werden noch heute regelmäßig Gottesdienste abgehalten. Dem Geistlichen stand einst das zugehörige denkmalgeschützte Pfarrhaus von Kilmeny zur Verfügung.

## Umgebung
Südlich der Ortschaft befinden sich die Ruinen eines Forts. Die historische Anlage nimmt einen ovalen, terrassierten Hügels ein, der sich 19 m über die umgebende Landschaft erhebt. Der obere Befestigungswall umgab ein ovales Areal mit Durchmessern von 34 m beziehungsweise 17 m. Die Anlage ist durch Erosion und Abtragung des Steinmaterials zur Weiterverwendung im Laufe der Jahrhunderte schlecht erhalten.